# Paul Hervieu

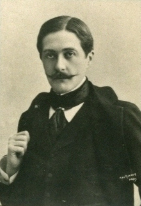
Paul Hervieu

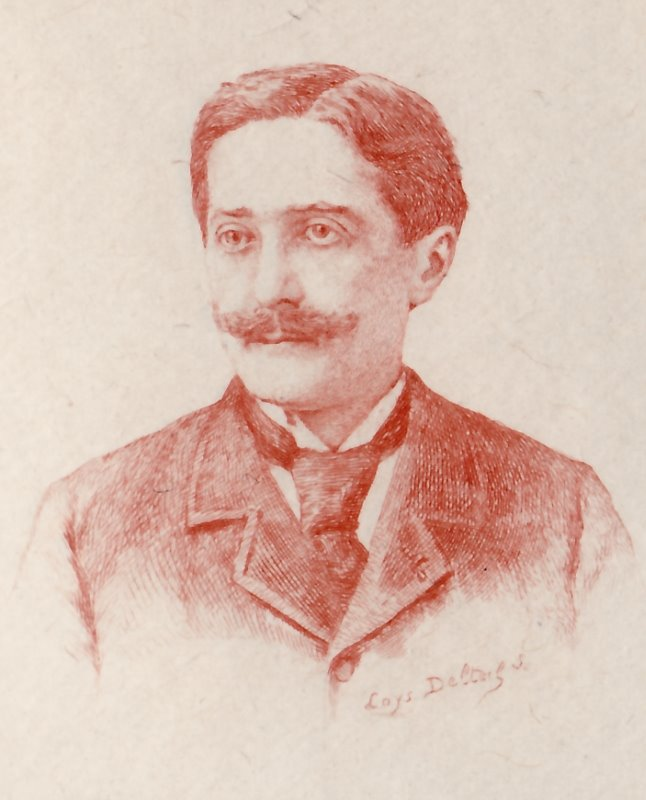
Paul Hervieu

Paul Ernest Hervieu (* 2. September 1857 in Neuilly-sur-Seine; † 25. Oktober 1915 in Paris) war ein französischer Romancier und Dramatiker. Er galt als einer der führenden Vertreter des naturalistischen Thesendramas.

## Leben
Hervieu war Spross einer reichen großbürgerlichen Familie. Er studierte Jura, suchte aber auch schon Kontakt zu Schriftstellern wie Leconte de Lisle, Paul Verlaine oder Alphonse Daudet. Nach seinem Examen 1877 praktizierte er zunächst in einer Anwaltskanzlei. 1879 qualifizierte sich für den diplomatischen Dienst und sollte 1881 einen Posten in der französischen Botschaft in Mexiko antreten. Er zog es aber vor, in Frankreich zu bleiben, wo er literarische und mondäne Salons besuchte und die Bekanntschaft von Künstlern und Schriftstellern wie Marcel Proust, Paul Bourget, Henri Meilhac, Ludovic Halévy, Guy de Maupassant und Edgar Degas pflegte. Auf Empfehlung seines Freundes Octave Mirbeau versuchte er sich als Journalist.
Hervieu schrieb für den Figaro und den monarchistischen Gaulois. Er übernahm die Leitung der Zeitung Le Republicain de Seine-et-Marne und arbeitete unter dem Pseudonym Liris mit Mirbeau, Alfred Capus und Étienne Grosclaude
(1858–1932) an der kurzlebigen satirischen Zeitschrift Les Grimaces. Seine dort veröffentlichten Erzählungen und Satiren versammelte er 1884 unter dem Titel La Bêtise parisienne. Schon 1882 war sein erster Roman, Diogène-le-Chien, erschienen, der vor allem von Maupassant und Anatole France gelobt wurde. Er verfasste Skizzen, Artikel und Erzählungen für Zeitungen und veröffentlichte einige weitere Romane. Mit seinem ersten Theaterstück, Les Paroles Restant, das 1890 aufgeführt wurde, gab er die Romanschriftstellerei auf. Der Durchbruch als Dramatiker gelang ihm mit La Course de Flambeau (1901). In der Folge wurde er zum bevorzugten Autor der konservativen Comédie-Française.
Hervieu war vor dem Ersten Weltkrieg einer der angesehensten und einflussreichsten französischen Schriftsteller, Präsident der Sociétés des autuers dramatiques und der Société des gens lettres, Grand officier de la Légion d’honneur. Er vertrat Frankreich 1908 auf dem Schriftstellerkongreß in Berlin. Zwar hatte er sich für Alfred Dreyfus engagiert, aber zugleich war er bestens mit der gemäßigten Rechten vernetzt und unter anderem mit Raymond Poincaré befreundet. 1900 wurde er zum Mitglied der Académie française gewählt, wo er bald als „graue Eminenz“ galt. Sein Ruhm verblasste indes bald nach seinem Tod.

## Werk
Hervieu siedelte alle seine Romane im großbürgerlich-aristokratischen Milieu an. In seinen naturalistischen Schilderungen und detaillierten psychologischen Analysen übte er scharfe Gesellschaftskritik. Er schildert eine Gesellschaft, die um ihren nahenden Untergang weiß und alle traditionellen Werte aufgegeben hat, um sich zu bereichern und hemmungslos dem Amüsement hinzugeben.
Für seine Dramen wählte Hervieu ähnliche Themen. Gleichzeitig bemühte er sich um eine theoretische Fundierung seiner Dramaturgie. Im Anschluss an die Konzeption des „Pièce à thèse“ Alexandre Dumas’ und des Naturalismus von Henry Becque formulierte Hervieu ein „Théâtre d'idees“. Hierbei spielte er in der Handlung des Stückes in der Regel eine These durch, um gesellschaftliche Probleme und Phänomene seiner Zeit zu beleuchten. „Heutzutage versuchen wir zu zeigen,“ erklärte Hervieu, „wie der Kampf ums Dasein erbarmungslos vor allem diejenigen niederdrückt, die leichtsinnig sind, zu schwach, um sich selbst zu verteidigen, und deren Leidenschaften stärker sind als ihr Wille zu widerstehen.“ In seinen späteren Dramen versuchte Hervieu, mit diesen Prinzipien eine zeitgemäße Form der Tragödie zu schaffen, indem er zwar weiterhin über das großbürgerliche Milieu schrieb, sich aber der Darstellung sogenannter ‚ewiger‘ Konflikte widmete.

## Rezeption
In der zeitgenössischen Rezeption wurde zunächst die Gediegenheit von Hervieus Dramenkonzeption gelobt, über die Gesellschaftskritik jedoch zumeist hinweggesehen. Durch Hervieus spätere Hinwendung auf zeitlose Konflikte, trat der Gegenwartsbezug seiner Dramatik noch weiter in den Hintergrund.
In Deutschland war Hervieu weit weniger erfolgreich als in seiner Heimat. Über das Stück Männerrecht (La Loi de l'homme), das 1898 am Deutschen Volkstheater in Wien aufgeführt wurde, urteilte Hermann Bahr: „Es sagt uns nichts, es hat kein Leben, statt Menschen sehen wir Figuren, die der Autor an seinen Fäden zieht. Dies thut er ja mit großer Kunst, aber wir wollen das nicht mehr; es gefällt uns nicht mehr, immer die Hände des Autors im Spiele zu sehen: ‚das ist uns zu sehr Theater‘.“
Ebenso wenig vermochte Arthur Eloesser dem Schriftsteller Hervieu abzugewinnen: „Er ist der anglisierte Franzose, ein Typus, den schon Balzac in einem seiner Romane vorausgesehen hat. … Ohne Temperament, ohne Naivetät, ohne alle interessante Jugendlichkeit, hat [Hervieu] es verstanden, gerade seiner Temperamentlosigkeit, seiner Intelligenz, seiner ruhigen weltmännischen Korrektheit eine literarische Prägung zu geben. … Sein Theater ist phantasielos, umplastisch, mager, man hat es théâtre-squelette genannt, aber es interessiert immerhin als eine planvolle Konstruktion, als eine energische logische Operation, die allerdings mehr mit Begriffen als mit Menschen rechnen. So führt ihn seine Natur auf das Thesenstück.“

## Werke

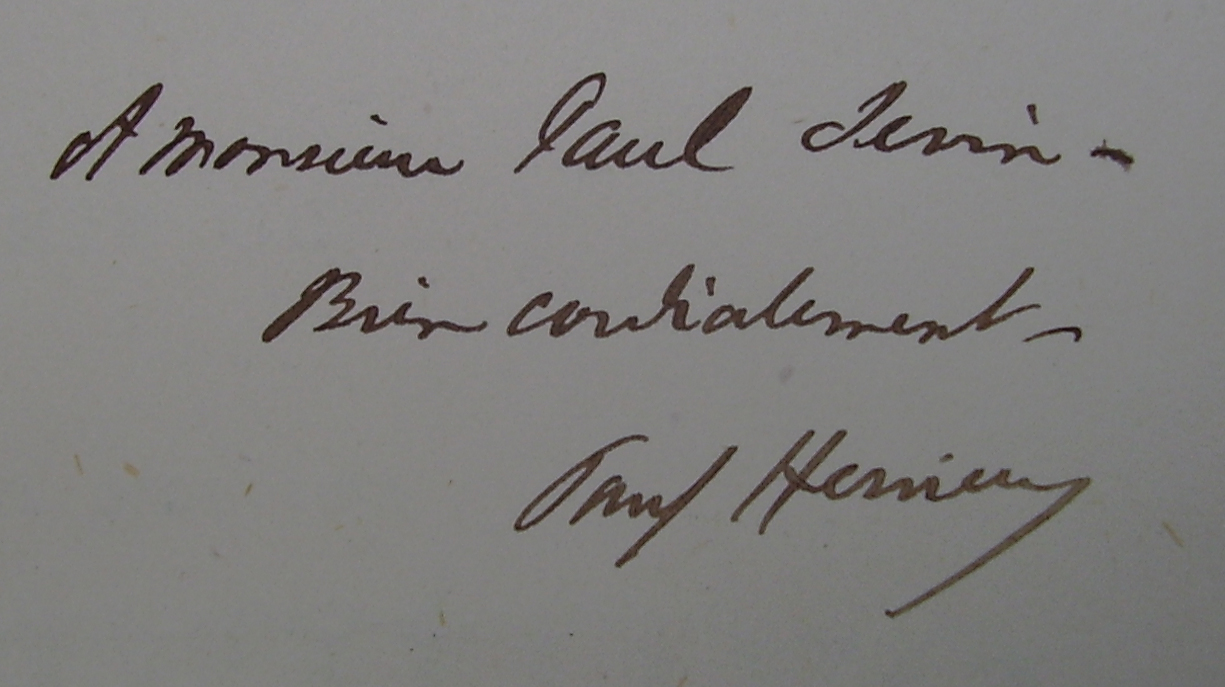
Autograph Paul Hervieus

### Prosa
- Diogène le Chien, (1882) Digitalisat.
- La Bêtise parisienne : Choses de l'amour, Insinuations psychologiques, Curieux usages, Croquis, du Costume féminin. (1882) Digitalisat.
- Les Yeux verts et les yeux bleus, (1886) Digitalisat.
- L'Alpe homicide, (1886).
- L'Inconnu (1887) Digitalisat
- Deux Plaisanteries : Histoire d'un duel, Aux Affaires étrangères (1888).
- Flirt (1890) Digitalisat.
- L'Exorcisée (1891).
- Peints par eux-mêmes, (1893) Digitalisat.
- Œuvres : Diogène le Chien, l'Esquimau, Argile de femme, Une scène de collège, Krab, la Matrone adultère, Attentat à la pudeur, Guignol, Prologue de l'Incendie de Sodome, Peints par eux-mêmes (2 Bde., 1894–1898).
- L'Armature, (1895) Digitalisat
- Le Petit Duc. Figures falotes et figures sombres (1896) Digitalisat.
- Le Bienheureux du Val de Pralognan (1921).

### Stücke
- Les paroles restent, (1892).
- Point de lendemain, (1895).
- Les Tenailles, (1895).
- La Loi de l'homme, (1897).
- La Course du flambeau, (1901).
- L'Énigme, (1901) Digitalisat.
- Théroigne de Méricourt, (1902). Digitalisat.
- Le Dédale, (1903).
- Le Réveil, (1905) Digitalisat.
- Modestie, (1909).
- Connais-toi, (1909).
- Bagatelle, (1912).
- Le destin est maître, (1914).